# Bitz (Badenia-Wirtembergia)
Bitz – miejscowość i gmina w Niemczech, w kraju związkowym Badenia-Wirtembergia, w rejencji Tybinga, w regionie Neckar-Alb, w powiecie Zollernalb, wchodzi w skład wspólnoty administracyjnej Albstadt. Leży w Jurze Szwabskiej, ok. 18 km na wschód od Balingen.